# جزیره بنکس
جزیره بنکس (به انگلیسی: Banks Island) یک جزیره در کانادا است که در نواحی شمال غرب واقع شده‌است.

## خصوصیات
جزیره بنکس ۱۳۶ نفر جمعیت دارد و ۷۳۰ متر بالاتر از سطح دریا واقع شده‌است.